# Gerrhoceras
Gerrhoceras är ett släkte av tvåvingar. Gerrhoceras ingår i familjen borrflugor.
Kladogram enligt Catalogue of Life:
| Gerrhoceras | \| \| Gerrhoceras paradoxa \| \| \| \| \| \| Gerrhoceras peruviana \| \| \| \| |
|             | \| \| Gerrhoceras paradoxa \| \| \| \| \| \| Gerrhoceras peruviana \| \| \| \| |
|             | Gerrhoceras paradoxa                                                           |
|             |                                                                                |
|             | Gerrhoceras peruviana                                                          |
|             |                                                                                |